# Derivada material
Em matemática, a derivada material (também chamada de derivada substancial) é uma derivada tomada ao longo de um caminho movendo-se com velocidade v, e é frequentemente utilizada em mecânica dos fluidos e mecânica clássica. Ela é descrita como a taxa de variação em relação ao tempo do valor de alguma propriedade (tal como calor ou momento) de matéria/substância que está sendo transportada. Ou seja, de alguma matéria que está sujeita a um campo de velocidade que varia no espaço e no tempo.
Há vários outros nomes ao operador, incluindo:
- derivada substantiva[3]
- derivada substancial[1]
- derivada Lagrangiana[4]
- derivada de Stokes[3]

## Definição
A derivada material de um campo escalar φ( x, t ) e de um campo vetorial u( x, t ) são definidas respectivamente como:
{\displaystyle {\frac {D\varphi }{Dt}}={\frac {\partial \varphi }{\partial t}}+\mathbf {v} \cdot \nabla \varphi ,}
{\displaystyle {\frac {D\mathbf {u} }{Dt}}={\frac {\partial \mathbf {u} }{\partial t}}+\mathbf {v} \cdot \nabla \mathbf {u} ,}
onde a distinção é que {\displaystyle \nabla \varphi } é o gradiente de um escalar, enquanto  {\displaystyle \nabla \mathbf {u} } é a derivada tensorial de um vetor. No caso de uma derivada material de um campo vectorial, o termo v•∇u pode tanto ser interpretado como v•(∇u) envolvendo a derivada tensorial de u, ou como  as (v•∇)u, levando ao mesmo resultado.
Inconvenientemente, o termo derivada convectiva é utilizado por vezes tanto para se referir à derivada material Dφ/Dt ou Du/Dt, quanto para o termo referente a taxa de variação espacial, v•∇φ ou v•∇u.

## Desenvolvimento
Considere uma quantidade escalar φ = φ(x, t), onde t é o tempo e x é a posição. Aqui φ pode ser alguma variável física, como temperatura ou concentração química. A quantidade física, cuja quantidade escalar é φ, existe em um contínuo, e cuja velocidade macroscópica é representada pelo campo vetorial u(x, t).
A derivada (total) em relação ao tempo de φ é expandida usando a regra da cadeia:
{\displaystyle {\displaystyle {\frac {\mathrm {d} }{\mathrm {d} t}}\varphi (\mathbf {x} ,t)={\frac {\partial \varphi }{\partial t}}+{\dot {\mathbf {x} }}\cdot \nabla \varphi .}{\frac {\mathrm {d} }{\mathrm {d} t}}}

É evidente que esta derivada é dependente do vetor:
{\displaystyle {\displaystyle {\dot {\mathbf {x} }}\equiv {\frac {\mathrm {d} \mathbf {x} }{\mathrm {d} t}},}}
que descreve um caminho escolhido x(t) no espaço. Por exemplo, se {\displaystyle {\displaystyle {\dot {\mathbf {x} }}=\mathbf {0} }} é escolhida, a derivada do tempo torna-se igual à derivada do tempo parcial, o que concorda com a definição de uma derivada parcial: uma derivada tomada em relação a alguma variável (tempo neste caso) mantendo constantes outras variáveis (espaço neste caso). Isto faz sentido porque  {\displaystyle {\displaystyle {\displaystyle {\dot {\mathbf {x} }}=\mathbf {0} }}}, então a derivada é tomada em alguma posição constante. Esta derivada da posição estática é chamada de derivada Euleriana.
Um exemplo deste caso é um nadador parado e sentindo a mudança de temperatura em um lago no início da manhã: a água se torna gradualmente mais quente devido ao aquecimento do sol. Neste caso, o termo {\displaystyle {\displaystyle {\frac {\partial \varphi }{\partial t}}}} é suficiente para descrever a taxa de mudança de temperatura.
Se o sol não está aquecendo a água, mas o caminho x(t) não é uma paralisação, o tempo derivado do φ pode mudar devido ao caminho. Por exemplo, imagine que o nadador esteja em uma piscina de água sem movimento, dentro de casa e sem ser afetado pelo sol. Acontece que uma extremidade está a uma temperatura alta constante e a outra extremidade está a uma temperatura baixa constante. Ao nadar de uma extremidade para a outra, o nadador sente uma mudança de temperatura em relação ao tempo, mesmo que a temperatura em qualquer ponto (estática) seja uma constante. Isto ocorre porque a derivada é tomada no local de mudança do nadador e o segundo termo à direita  {\displaystyle {\displaystyle {\dot {\mathbf {x} }}\cdot \nabla \varphi }} é suficiente para descrever a taxa de mudança de temperatura. Um sensor de temperatura acoplado ao nadador mostraria a temperatura variando com o tempo, simplesmente devido à variação de temperatura de uma extremidade da piscina para a outra.
O material derivado finalmente é obtido quando o caminho x(t) é escolhido para ter uma velocidade igual à velocidade do fluido {\displaystyle {\displaystyle {\dot {\mathbf {x} }}=\mathbf {u} .}}
Ou seja, o caminho segue a corrente do fluido descrita pelo campo de velocidade do fluido u. Assim, o material derivado do escalar φ é{\displaystyle {\displaystyle {\frac {\mathrm {D} \varphi }{\mathrm {D} t}}={\frac {\partial \varphi }{\partial t}}+\mathbf {u} \cdot \nabla \varphi .}}
Um exemplo deste caso é uma partícula leve, neutralmente flutuante, varrida ao longo de um rio que flui e que sofre mudanças de temperatura ao fazê-lo. A temperatura da água localmente pode estar aumentando devido a uma parte do rio estar ensolarada e a outra na sombra, ou a água como um todo pode estar aquecendo à medida que o dia avança. As mudanças devidas ao movimento da partícula (ela mesma causada pelo movimento do fluido) é chamada de advecção (ou convecção se um vetor estiver sendo transportado).
A definição acima se baseou na natureza física de uma corrente de fluido; entretanto, nenhuma lei da física foi invocada (por exemplo, foi assumido que uma partícula leve em um rio seguirá a velocidade da água), mas acontece que muitos conceitos físicos podem ser descritos concisamente usando a derivada material. O caso geral de advecção, entretanto, depende da conservação da massa do fluxo do fluido; a situação torna-se ligeiramente diferente se a advecção ocorrer em um meio não conservador.
Apenas um caminho foi considerado para o escalar acima. Para um vetor, o gradiente se torna uma derivada tensora; para campos tensoriais podemos querer levar em conta não apenas a tradução do sistema de coordenadas devido ao movimento do fluido, mas também sua rotação e alongamento.

## Coordenadas Ortogonais
Pode ser demonstrado que, em coordenadas ortogonais, o j-ésimo componente do termo de convecção do material derivado é dado por :
{\displaystyle {\displaystyle [\mathbf {u} \cdot \nabla \mathbf {A} ]_{j}=\sum _{i}{\frac {u_{i}}{h_{i}}}{\frac {\partial A_{j}}{\partial q^{i}}}+{\frac {A_{i}}{h_{i}h_{j}}}\left(u_{j}{\frac {\partial h_{j}}{\partial q^{i}}}-u_{i}{\frac {\partial h_{i}}{\partial q^{j}}}\right),}}
onde os {\displaystyle {\displaystyle h_{i}}} estão relacionados com os tensores métricos por:
{\displaystyle {\displaystyle h_{i}={\sqrt {g_{ii}}}.}}
No caso especial de um sistema de coordenadas cartesianas (x, y, z), isto é apenas:
{\displaystyle {\displaystyle \mathbf {u} \cdot \nabla \mathbf {A} ={\begin{pmatrix}\displaystyle u_{x}{\frac {\partial A_{x}}{\partial x}}+u_{y}{\frac {\partial A_{x}}{\partial y}}+u_{z}{\frac {\partial A_{x}}{\partial z}}\\\displaystyle u_{x}{\frac {\partial A_{y}}{\partial x}}+u_{y}{\frac {\partial A_{y}}{\partial y}}+u_{z}{\frac {\partial A_{y}}{\partial z}}\\\displaystyle u_{x}{\frac {\partial A_{z}}{\partial x}}+u_{y}{\frac {\partial A_{z}}{\partial y}}+u_{z}{\frac {\partial A_{z}}{\partial z}}\end{pmatrix}}.}}